# District 97
District 97 ist eine US-amerikanische Progressive-Rock-Band, die im Herbst 2006 in Chicago gegründet wurde.

## Bandgeschichte
Die vier Bandgründer spielten zunächst an Liquid Tension Experiment angelehnten instrumentalen Metal, bevor sie sich entschieden eine Sängerin aufzunehmen. Die Wahl fiel auf Leslie Hunt, die am Halbfinale der sechsten Staffel von American Idol teilgenommen hatte. Bald wurde außerdem Sam Krahn durch Jim Tashjian ersetzt und der Stil der Band wurde zugänglicher und melodischer. In der Folge absolvierten District 97 zahlreiche Liveauftritte in Europa und den USA.
Im Jahr 2010 unterzeichnete die Band einen Plattenvertrag mit The Laser’s Edge, brachte ihr Debütalbum auf den Markt und stellte auf Bandcamp einen Festivalmitschnitt zur Verfügung. Das zweite Album folgte 2012, John Wetton war als Gastsänger beteiligt. Außerdem wurden weitere Livemitschnitte zum Download angeboten, schließlich wurde unter Wettons Beteiligung ein Livealbum mit Stücken von King Crimson produziert.

## Diskografie
- 2010: Hybrid Child
- 2010: Live at CalProg (CD-R, Download)
- 2012: Trouble with Machines
- 2012: Live at WFPK FM (CD-R, Download)
- 2012: Live at Rites of Spring (Download)
- 2014: One More Red Night (Live mit John Wetton)
- 2015: In Vaults
- 2019: Screens
- 2021: Screenplay (Live)
- 2022: Many New Things
- 2023: Stay for the Ending